# Ragnhild Femsteinevik
Ragnhild Femsteinevik, född 27 augusti 1995 i Hatlestrand, är en norsk skidskytt som tävlar i världscupen där hon debuterade 2016.
I världscupen har hon tagit fyra pallplatsen varav en vinst. Samtliga pallplatser har hon tagit i stafett. Vid världsmästerskapen i skidskytte 2025 tog hon två silvermedaljer. Den ena i singelmixedstafett tillsammans med Johannes Thingnes Bø och den andra i damstafetten.